# Enghien (bier)
Enghien is een Belgisch bier. Het bier wordt gebrouwen door Brasserie de Silly te Silly.

## Achtergrond
De naam van het bier verwijst naar de stad Edingen (“Enghien” in het Frans) in de provincie Henegouwen. Brasserie de Silly nam in 1975 Brouwerij Tennstedt Decroes te Enghien over en heeft sindsdien het Enghien-bier in haar gamma.

## De bieren
Er zijn 3 Enghien-bieren:
- Double Enghien Blonde is een blond bier van hoge gisting met een alcoholpercentage van 7,5%. Het heeft een densiteit van 16,5° Plato. Oorspronkelijk was dit een amberkleurige saison, maar Brasserie de Silly maakte er een blond bier van.
- Double Enghien Brune is een amberkleurig bier van hoge gisting met een alcoholpercentage van 8%. Het heeft een densiteit van 17,5° Plato.
- Enghien Noël is een blond tripel kerstbier van hoge gisting met een alcoholpercentage van 9%. Het heeft een densiteit van 20° Plato.